# Тихвінська оборонна операція
Тихвінська оборонна операція — прийнята в радянській історіографії назва оборонної операції частки сил Ленінградського фронту та 52-ї і 4-ї окремих армій в ході битви за Ленінград у районі Тихвін-Волхов у жовтні-листопаді 1941 року. Також на думку деяких дослідників радянсько-німецької війни операцію правильно називати Тихвінсько-Волховською оборонною операцією.

## Хід операції
Командування групи армій «Північ» (генерал-фельдмаршал В. фон Лееб), прагнучи швидше опанувати Ленінградом і зазнавши невдачі у спробах його штурму, вирішило завдати удар через Тихвін на Лодєйне Поле, з'єднатися з фінськими військами на р. Свір і тим самим повністю блокувати Ленінград. Німці зосередили в районі південніше Кіріши — Любань — Чудово I-й армійський і XXXIX-й моторизований корпуси (4 піхотних, 2 танкові і 2 моторизовані дивізії).
Радянські війська обороняли 130-км фронт на Тихвінському напрямку по правому берегу р. Волхов силами 52-ї (генерал-лейтенант М. К. Кликов) і 4-ї (генерал-лейтенант В. Ф. Яковлєв) окремих армій, що мали 5 стрілецьких і 1 кавалерійську дивізії неповного складу. На Волховському напрямку оборонялися війська 54-ї армії Ленінградського фронту (генерал-лейтенант М. С. Хозін, з 26 жовтня — генерал-майор І. І. Федюнінського), головні сили якої були зосереджені на заході і готувалися до наступу на синявінськом напрямку.
16 жовтня 1941 противник, маючи перевагу в піхоті і артилерії в 3-4 рази і абсолютне в танках, перейшов у наступ проти 52-ї та 4-ї армій, наносячи головний удар на Будогощ — Тихвін і допоміжний — на Малу Вішеру. Радянські війська чинили запеклий опір, але під натиском переважаючих сил ворога були змушені 22 жовтня залишити Велику Вішеру, а 23 жовтня — Будогощ. Наступ 54-ї армії на синявінськом напрямку, розпочатий 20 жовтня, успіху не мав, хоча і скував до 5 німецьких дивізій.
24 жовтня ворог для забезпечення лівого флангу свого наступаючого угруповання завдав удару вздовж р. Волхов на Кіріши і потіснив ліве крило 54-ї армії на Волховському напрямі. Для ліквідації прориву Ставка ВГК направила резерви до 52-ї і 4-ї армій, а також на Тихвінський напрямок перекинула 4 стрілецькі дивізії з Ленінградського фронту (2 дивізії були перекинуті літаками), 3 — зі свого резерву та 1 — з резерву Північно-Західного фронту. Ладозька військова флотилія в штормових умовах переправила із західного на східний берег озера 2 стрілецькі дивізії і окрему бригаду морської піхоти для оборони Тихвіну і Волховської ГЕС.
27 жовтня радянські війська зупинили просування противника на рубежі р. Мала Вішерка (52-га армія) і в районі Сітомлі (4-та армія). Німецьке командування було змушене перекинути танкові й моторизовані частини з-під Малої Вішери на Тихвінський напрямок і 5 листопада відновило наступ. 8 листопада противник зайняв Тихвін, перерізавши останню залізницю, по якій підвозилися до Ладозького озера вантажі для Ленінграда. На Волховському напрямі противник почав наступ 28 жовтня. Після напружених боїв війська 54-ї армії до 25 листопада зупинили противника на ближніх підступах до Волхову.
Наполегливою обороною радянські війська знекровили ворога, не допустили його виходу до р. Свір і до Ладозького озера і створили передумови для переходу в контрнаступ.
Операція тривала протягом 43 діб, при ширині фронту бойових дій в 300—350 кілометрів і глибині відходу радянських військ в 100—120 кілометрів.

## Підсумки операції
Тихвінська оборонна операція стала однією з перших оборонних операцій радянських військ, у ході якої німецькі війська не змогли досягти своїх оперативних цілей. Незважаючи на те, що Вермахт мав у ході операції часткові успіхи, зокрема, в центрі наступу основних сил був захоплений Тихвін, що призвело до припинення постачання Ленінграда залізницею, був зірваний план прориву блокади Ленінграда військами 54-ї армії, але в цілому на жодному напрямі наступу цілі досягнуті не були.
В ході оборонної операції був зірваний головний план німецького командування з'єднатися з фінськими військами в районі річки Свір, за рахунок чого була б завершена повна блокада Ленінграда, і безсумнівно, в цьому випадку Ленінград, а разом з ним Балтійський флот і війська, що оборонялися навколо Ленінграду, були б приречені. Допоміжні удари на північ і на південь також не принесли успіху. На південному фланзі німецького наступу був зірваний план захоплення Тихвіну глибоким охопленням з півдня і можливе з'єднання військ групи армій «Північ» з військами групи армій «Центр» північніше Калініна. Північніше ж, незважаючи на наполегливі спроби німецьких військ, був зірваний їх план виходу на південне узбережжя Ладозького озера. При цьому, однак, варто підкреслити, що захоплення Тихвіну німецькими військами стало однією з реальних причин зменшення пайків, і як наслідок масового голоду взимку 1941—1942 року в блокадному Ленінграді.

## Мемуари
- Гальдер Ф. От Бреста до Сталинграда. Военный дневник. Ежедневные записи начальника генерального штаба сухопутных войск 1941—1942 годов. — Смоленск: Русич, 2001. — 656 с. — (Мир в войнах). — ISBN 5-313-00026-8
- Хаупт В. Группа армий «Север». Бои за Ленинград. 1941—1944. / Пер. Е. Захарова. — М.: Центрполиграф, 2005. — 384 с. — (За линией фронта. Мемуары). — ISBN 5-9524-1672-1